# Sultaniye (Köyceğiz)
Sultaniye is een dorpje aan het Meer van Köyceğiz, dat populair is onder kuuroord bezoekers en toeristen. Zijn oude badruïne werd in de jaren negentig gerestaureerd om ingericht te worden als een belangrijke toeristische attractie voor het nabijgelegen Dalyan (Ortaca).

## Geschiedenis
Archeologische vondsten uit zowel Kaunos als Sultaniye wijzen erop dat er vlak bij het huidige kuuroord Sultaniye een heiligdom gelegen moet hebben dat gewijd was aan de godin Leto. Vlak bij de warmwaterbronnen, zijn er ruïnes gevonden die teruggaan tot de Romeinse tijd. Deze laten zien dat er een soortement kuuroord en behandelcentrum geweest moet zijn vanaf het ontstaan van de allereerste nederzettingen in het gebied. Ook in de Byzantijnse tijd was er een kuuroord. De ruïnes uit dat tijdvak bevinden zich tegenwoordig ten gevolge van aardbevingen op de bodem van het meer.

## Warmwaterbronnen
De warmwaterbronnen van Sultaniye liggen aan een breuklijn aan de zuidwest oever van het meer, aan de helling van de berg Ölemez. Zwavelhoudend water van 40 °C sijpelt uit een barst vlak bij het overkoepelde thermaalbad en verspreidt een vieze rotte eieren lucht over het complex. Het mild radioactive water heeft een hoog radon gehalte en bevat verder zwavel, ijzer, calcium, kalium, en andere mineralen. Het wordt aanbevolen bij onder meer huidklachten, artritis, vermoeide spieren en reuma. Sultaniye Spa heeft ook modderbaden die een huidverjongende werking zouden hebben.